# Streets of London (lied)
Streets of London is een lied van de Engelse zanger Ralph McTell. Het werd voor het eerst opgenomen voor zijn album Spiral Staircase uit 1969, maar werd pas in 1974 als single uitgebracht in het Verenigd Koninkrijk. 

## Achtergrond
Inspiratie voor het lied deed McTell op tijdens zijn trektochten door Europa, waarbij hij, met name in Londen en Parijs, optrad als straatmuzikant. Hij verwerkte zijn ervaringen in dit lied in de vorm van korte portretjes van mensen aan de onderkant van de samenleving in de grote stad: de daklozen, zwervers en eenzamen.
McTell had aanvankelijk twijfels over de succesmogelijkheden van het lied, vanwege de deprimerende inhoud, en nam het daarom niet op op zijn debuutalbum. Zijn producer Gus Dudgeon drong er echter op aan het nummer wel op te nemen op het tweede album, Spiral Staircase. Het nummer bleek vervolgens zeer succesvol en behaalde een tweede plaats op de Britse hitlijsten. Vanwege de hoge verkoopcijfers ontving McTell een Ivor Novello Award en een 'Silver Disk'. Het nummer werd zijn grootste commerciële succes. Een in april 1972 nieuw-uitgebrachte versie bereikte een maand later in Nederland de 9e plaats in de Veronica Top 40. In 1974 verscheen het nummer opnieuw als single in het Verenigd Koninkrijk.
Vele artiesten hebben het nummer sindsdien gecoverd, onder wie Cliff Richard, Blackmore's Night, Mary Hopkin, Sinéad O'Connor, Schooner Fare, Anti-Nowhere League en Roger Whittaker. 
In 1975 zong Gerard Cox al een Nederlandse versie van het nummer, getiteld 'Donker Londen', als onderdeel van het KRO cabaret Cursief.  
Guus Meeuwis bracht in 2001 ook een Nederlandse versie van het nummer uit, getiteld 'Op straat'.

## Hitnoteringen

### Nederlandse Top 40
| Hitnotering: 22-04-1972 t/m 10-06-1972 | Hitnotering: 22-04-1972 t/m 10-06-1972 | Hitnotering: 22-04-1972 t/m 10-06-1972 | Hitnotering: 22-04-1972 t/m 10-06-1972 | Hitnotering: 22-04-1972 t/m 10-06-1972 | Hitnotering: 22-04-1972 t/m 10-06-1972 | Hitnotering: 22-04-1972 t/m 10-06-1972 | Hitnotering: 22-04-1972 t/m 10-06-1972 | Hitnotering: 22-04-1972 t/m 10-06-1972 | Hitnotering: 22-04-1972 t/m 10-06-1972 |
| Week:                                  | 1                                      | 2                                      | 3                                      | 4                                      | 5                                      | 6                                      | 7                                      | 8                                      |                                        |
| -------------------------------------- | -------------------------------------- | -------------------------------------- | -------------------------------------- | -------------------------------------- | -------------------------------------- | -------------------------------------- | -------------------------------------- | -------------------------------------- | -------------------------------------- |
| Positie:                               | 33                                     | 14                                     | 10                                     | 9                                      | 9                                      | 14                                     | 24                                     | 40                                     | uit                                    |

### NederlandseSingle Top 100
| Hitnotering: 29-04-1972 t/m 10-06-1972 | Hitnotering: 29-04-1972 t/m 10-06-1972 | Hitnotering: 29-04-1972 t/m 10-06-1972 | Hitnotering: 29-04-1972 t/m 10-06-1972 | Hitnotering: 29-04-1972 t/m 10-06-1972 | Hitnotering: 29-04-1972 t/m 10-06-1972 | Hitnotering: 29-04-1972 t/m 10-06-1972 | Hitnotering: 29-04-1972 t/m 10-06-1972 | Hitnotering: 29-04-1972 t/m 10-06-1972 |
| Week:                                  | 1                                      | 2                                      | 3                                      | 4                                      | 5                                      | 6                                      | 7                                      |                                        |
| -------------------------------------- | -------------------------------------- | -------------------------------------- | -------------------------------------- | -------------------------------------- | -------------------------------------- | -------------------------------------- | -------------------------------------- | -------------------------------------- |
| Positie:                               | 30                                     | 14                                     | 8                                      | 9                                      | 14                                     | 18                                     | 30                                     | uit                                    |

### NPO Radio 2 Top 2000
| Nummer met noteringen in de NPO Radio 2 Top 2000 | '99 | '00 | '01 | '02 | '03 | '04  | '05 | '06 | '07 | '08 | '09 | '10 | '11  | '12 | '13 | '14 | '15 | '16  | '17  | '18  | '19  | '20  | '21  | '22  | '23  | '24  |
| ------------------------------------------------ | --- | --- | --- | --- | --- | ---- | --- | --- | --- | --- | --- | --- | ---- | --- | --- | --- | --- | ---- | ---- | ---- | ---- | ---- | ---- | ---- | ---- | ---- |
| Streets of London                                | 446 | 599 | 855 | 928 | 803 | 1313 | 766 | 799 | 915 | 842 | 958 | 932 | 1059 | 995 | 876 | 923 | 860 | 1113 | 1149 | 1467 | 1313 | 1344 | 1404 | 1338 | 1444 | 1474 |

1. ↑  Een vetgedrukt getal geeft de hoogste notering aan.